# Joyce Cary
Arthur Joyce Lunel Cary (Derry, 7 de dezembro de 1888 — 29 de março de 1957) foi um romancista norte-irlandês.

## Biografia
A sua família havia possuído terras em Donegal desde os tempos elisabetanos, mas perderam as propriedades após o Ato da Terra Irlandês, em 1882. O avô de Cary morreu logo após e sua avó mudou-se para uma casa próxima ao Castelo Cary, uma das propriedades perdidas da família. 

## Trabalho
O trabalho maduro de Cary revela vários temas consistentes. Primeiro, a tensão entre a criatividade, que destrói o velho conforme molda o novo, e o desejo conservativo de preservar as coisas como elas estão; segundo, a diferença entre liberdade (liberty), que consiste numa falta de restrições, e liberdade (freedom), que repousa na habilidade para agir; finalmente, o fato de que a vida humana é difícil e a felicidade é elusiva, que a alegria momentânea é a única recompensa da vida e que o amor é necessário à humanidade.